# BC Nizhni Nóvgorod
El BC Nizhni Nóvgorod (en ruso: Нижний Новгород) es un equipo de baloncesto ruso con sede en Nizhni Nóvgorod, que juega en la VTB United League y en la segunda competición europea, la Eurocup. Disputa sus partidos en el Trade Union Sport Palace, con capacidad para 5.600 espectadores.

## Historia
El equipo se findó en el año 2000 con el nombre de Vipi, para pasar posteriormente a denominarse NBA. Tras competir en categorías inferiores, en 2006 consiguió el ascenso a la Superliga B, la segunda categoría del baloncesto ruso. En 2008 se hizo cargo de la gerencia del club el exjugador Sergei Panov, y en la temporada 2009-2010 se proclamó campeón de la Superliga B, por delante del Lokomotiv Novosybirsk, logrando el ascenso a la Superliga A por primera vez.
En la temporada 2013-2014, el equipo realizó la mejor campaña de su corta historia logrando el cuarto puesto en el Grupo A de la Liga Regular de la VTB United League, llegando posteriormente a la serie final, donde cayó por 3-0 en el global con el PBC CSKA Moscú. También logró llegar a las semifinales de la Eurocup, en las que perdió con el Valencia Basket español.
En la temporada 2014-2015 jugó por primera vez la Euroliga, en la que pasó al Top 16.

## Temporada a temporada
| Temporada | Nivel | Liga          | Pos.              | Copa de Rusia          | European competitions | European competitions |
| --------- | ----- | ------------- | ----------------- | ---------------------- | --------------------- | --------------------- |
| 2000–01   | 3     | Higher League | 16º               |                        |                       |                       |
| 2001–02   | 3     | Higher League | 4º                |                        |                       |                       |
| 2002–03   | 3     | Higher League | 3º                | 1ª ronda               |                       |                       |
| 2003–04   | 3     | Higher League | 9º                | Ronda de 64            |                       |                       |
| 2004–05   | 3     | Higher League | 6º                | 1ª ronda               |                       |                       |
| 2005–06   | 3     | Higher League | 3º                | 1ª ronda               |                       |                       |
| 2006–07   | 2     | Superliga B   | 5º                | Octavos de final       |                       |                       |
| 2007–08   | 2     | Superliga B   | 6º                | Octavos de final       |                       |                       |
| 2008–09   | 2     | Superliga B   | 7º                | Dieciseisavos de final |                       |                       |
| 2009–10   | 2     | Superliga B   | 1º                | Octavos de final       |                       |                       |
| 2010–11   | 1     | PBL           | 5º                | Finalista              | 3 EuroChallenge       | RS                    |
| 2011–12   | 1     | PBL           | 9º                | Cuartos de final       | 3 EuroChallenge       | L16                   |
| 2011–12   | 1     | VTB United    | R16               | Cuartos de final       | 3 EuroChallenge       | L16                   |
| 2012–13   | 1     | PBL           | 8º                | Cuartos de final       |                       |                       |
| 2012–13   | 1     | VTB United    | QF                | Cuartos de final       |                       |                       |
| 2013–14   | 1     | VTB United    | RU                |                        | 2 Eurocup             | SF                    |
| 2014–15   | 1     | VTB United    | 4º                |                        | 1 Euroleague          | T16                   |
| 2015–16   | 1     | VTB United    | 7º                |                        | 2 Eurocup             | QF                    |
| 2016–17   | 1     | VTB United    | 9º                |                        | 2 EuroCup             | T16                   |
| 2017–18   | 1     | VTB United    |                   | Finalista              | 3 Champions League    | QR2                   |
| 2017–18   | 1     | VTB United    | 4 FIBA Europe Cup | Finalista              | QF                    |                       |
| 2018–19   | 1     | VTB United    | 8º                | Finalista              | 3 Champions League    | QF                    |

## Palmarés
- Campeón de la Superliga B (2010)
- Subampeón de la Copa de baloncesto de Rusia (2011)
- Subampeón de la VTB United League (2014)

## Jugadores destacados
| - Artsiom Parakhouski - Filip Videnov - Levan Patsatsia - Rihards Kuksiks - Jeleel Akindele - Michał Ignerski - Pavel Antipov - Semión Antónov - Petr Gubanov - Pavel Korobkov - Dmitri Jvostov | - Dmitry Kulagin - Pável Podkolzin - Artem Yakovenko - Primož Brezec - Dragan Labović - Boban Marjanović - Ivan Paunić - Vanja Plisnić - Luke Babbitt - Will Daniels - Tarence Kinsey | - Leo Lyons - Brandon Paul - Kirk Snyder - Curtis Stinson - Trey Thompkins - Dijon Thompson - Jahmar Young - Gal Mekel - J.R. Bremer - Obie Trotter - Taylor Rochestie |